# Список персонажей комиксов о майоре Громе

Главные персонажи франшизы слева направо: Игорь Гром, Дмитрий Дубин, Юлия Пчёлкина, Сергей Разумовский. Художница — Тая Макаревич

«Майо́р Гром» — серия комиксов и фильмов, созданная российским издательством Bubble Comics и киностудией Bubble Studios, соответственно. Произведения франшизы выполнены в жанрах детективной и приключенческой историй, центральным героем которых является вымышленный майор МВД Игорь Гром, противостоящий своему злейшему врагу миллиардеру Сергею Разумовскому, скрывающемуся за маской чумного доктора. Помимо них, франшиза включает в себя множество различных персонажей, от героев, до злодеев. Среди наиболее часто встречающихся: лучший друг и бывший напарник Грома Дмитрий Дубин, девушка Игоря журналистка Юлия Пчёлкина, его начальник и близкий друг Фёдор Прокопенко, а также Олег Волков, друг детства и телохранитель Сергея Разумовского. В фильмах по «Майору Грому» встречаются и оригинальные персонажи, отсутствовавшие в комиксах, например «Бустер» Игнат, осведомитель и друг детства майора Грома.
Популярность некоторых персонажей привела к созданию отдельных серий комиксов о них. О похождениях Разумовского рассказывает серия комиксов «Чумной Доктор», в которой он находит нового человека для роли одноимённого линчевателя. С октября 2022 года выходит серия «Ведьма» о девушке по имени Уля, одной из наиболее популярных героинь комикса «Игорь Гром». О героях комиксов франшизы «Майор Гром» выходили не только отдельные серии, но и сюжеты в рамках серии-антологии «Легенды Bubble», среди которых «Дубин Дима: Провинциальные каникулы», «Майор Гром: Обещание», «Майор Гром: Как на войне», «Реки: Страха нет» и «Калигари: Дурман». Кроме того, в побочных произведениях франшизы появляются альтернативные персонажи, изменённые в угоду тому или иному сеттингу: в «Майоре Громе: 1939», действие которого происходит в Советском Союзе, и в комиксе-пародии «Игорь Угорь», где большая часть героев предстают в виде животных.
Среди создателей персонажей выступили такие личности, как Артём Габрелянов, основатель издательства Bubble, сценаристы Алексей Замский, Евгений Федотов, Евгений Еронин, Алексей Волков, Кирилл Кутузов и Наталия Воронцова, а также художницы Анастасия Ким, Юлия Журавлёва, Марина Привалова и Наталья Заидова и художник Константин Тарасов. Многие из них не только внесли свой вклад в развитие персонажа Игоря Грома, но и разработали основных и второстепенных героев и злодеев, получивших отдельное признание.

## Легенда
В данном списке отображены основные персонажи франшизы, появившееся в комиксах чаще всего, по порядку их появления. Параметры таблицы:
- Имя персонажа;
- Пол персонажа;
- Отличительные особенности персонажа и навыки, указанные на официальном сайте Bubble Comics (при наличии);
- Создатели персонажа, от сценаристов к художникам;
- Первое появление персонажа: название серии, номер выпуска и дата выхода.

## Майор Гром
| Майор Игорь Константинович Гром — протагонист серий «Майор Гром», «Игорь Гром» и «Майор Игорь Гром». Впервые появился в первом выпуске комикса «Майор Гром» в октябре 2011 года. Разработали персонажа Артём Габрелянов и Евгений Федотов, а дизайн и внешний вид — художник Константин Тарасов. Игорь Гром — майор полиции из Санкт-Петербурга, наделённый острым чувством справедливости и строго следующий принципам морали. Несмотря на положительные качества, порой бывает излишне агрессивным и прямолинейным. Имеет манеру решать сложные проблемы при помощи грубой силы, однако при необходимости способен действовать более аккуратно. Обладает развитым логическим мышлением, а также хорошей физической подготовкой. Всегда носит кепку, серый шарф и коричневую куртку, часто его приметами в комиксе называют волевой подбородок и брови в форме молний. Он не обладает сверхспособностями, однако отлично владеет навыками рукопашного боя, логическим мышлением, и является способным детективом. Имеет немецкую овчарку по кличке Мухтар. Прототипом персонажа Игоря Грома стал герой «Господин Полицейский» из оригинального юмористического журнала: работая милиционером, он мог превращаться в супергероя с суперсилами, когда того требовала ситуация. Помимо «Господина Полицейского» на образ Грома сильно повлияли Остап Бендер из советского романа «Двенадцать стульев» Ильи Ильфа и Евгения Петрова (в частности его внешний вид — кепка, куртка и шарф) и Шерлок Холмс, созданный английским писателем Артуром Конан Дойлем, с его аналитическими и дедуктивными способностями. В линейке «Майор Гром» Игорь сталкивается с большим количеством разнообразных противников, но главным врагом Игоря Грома в комиксах является Сергей Разумовский, также известный как «Чумной Доктор», — серийный убийца в маске. После цепочки трагических событий, случившихся с Игорем, он попадает в психиатрическую больницу под надзор психиатра Вениамина Рубинштейна, а впоследствии вынужден уйти из полиции и стать частным детективом. О его дальнейших приключениях после ухода из полиции повествует линейка «Игорь Гром». В ходе пребывания в больнице утратил остроту ума и большую часть детективных навыков; кроме того, страдает от галлюцинаций и постоянно вынужден принимать лекарства. Несмотря на это, всё же старается помогать тем, кто попал в беду, и бороться с преступностью. Сюжет «Игоря Грома» впоследствии продолжился в серии «Майор Игорь Гром», посвящённой приключениям Грома после возвращения на службу. Пробыв долгое время вне полиции и не работая в следственных органах, Грому приходится заново учиться, как правильно работать и жить. Помимо этого, он обзаводится новым напарником — молодой и дерзкой, но смышлёной Айсой Улановой. Изначально, несмотря на все старания, у Грома с ней не завязываются отношения, однако вскоре двое полицейских находят общий язык и начинают действовать бок о бок. Вместе им и их друзьям предстоит раскрывать новые дела и бороться с преступностью и криминальным миром Петербурга. Существует также несколько альтернативных версий персонажа. Так, в графическом романе «Майор Гром: 1939», действие которого происходит в Советском Союзе, Гром — советский милиционер, который борется с Чумным Врачом (альтернативным Чумным Доктором), путешествует в космос и борется с инопланетянами и андроидами. В пародийном комиксе «Игорь Угорь» Игорь представлен в виде угря, который вместе с Димой-Сардиной (альтернативной версией Димы Дубина) борется со Змеем Сергеем (альтернативной версией Чумного Доктора). Помимо комиксов, Игорь Гром является главным персонажем фильмов, снятых по мотивам франшизы. В 2017 году вышел короткометражный фильм «Майор Гром», где Игоря Грома сыграл актёр Александр Горбатов. Впоследствии Горбатов покинул команду из-за творческих разногласий и его место в последующих фильмах, в том числе в первом полнометражном фильме про майора Грома — «Майор Гром: Чумной Доктор», занял уже другой актёр, Тихон Жизневский. Для роли Жизневскому пришлось пройти серьёзную физическую подготовку, чтобы выглядеть атлетичнее. В фильме «Гром: Трудное детство», действия которого разворачиваются за 20 лет до событий «Чумного Доктора», роль 12-летнего Игоря исполнил молодой актёр Кай Гетц. Гетц описал юного Грома как «весёлого, задорного хулигана. Ищет приключения на свою пятую точку, любит побаловаться и пошалить». |         |                                                |                                                                      | |
| Дмитрий Дубин | Мужской | Ловкость, выносливость                         | Артём Габрелянов, Евгений Федотов, Константин Тарасов                | «Майор Гром» № 1 (октябрь 2012)                                                                         |
| Дмитрий Дубин — лучший друг Игоря Грома и его напарник по службе. Наивен, имеет высокие идеалистические убеждения. Впервые появился в первом выпуске комикса «Майор Гром» в октябре 2011 года. Разработали персонажа Артём Габрелянов и Евгений Федотов, а дизайн и внешний вид — художник Константин Тарасов. На выбор Дубина работать в полиции повлияли фильмы и книги, повествующие о героических приключениях главного героя. Мечтая иметь такие же приключения, стал лучшим учеником московского университета МВД. Закончив обучение Дубин вернулся в родной Санкт-Петербург, где стал напарником майора Игоря Грома. Не столь опытный сыщик и боец, как Гром, но, тем не менее, достаточно решителен в борьбе с преступностью. Дубин перенял изначально задумываемый авторами образ самого Грома: одно время авторы рассматривали возможность сделать Грома молодым начинающим полицейским, своеобразным «учеником» полковника Прокопенко. Таким образом, внутренняя работа полиции Петербурга раскрывалась бы персонажем и читателем одновременно, что позволило бы читателю соотнести себя с главным героем. По итогу от этой идеи было решено отказаться, и эти наработки впоследствии были использованы для создания персонажа Димы Дубина. В серии «Игорь Гром» было решено сделать Дубина более «заматеревшим» сотрудником и его образ был несколько обновлён: художник Артём Бизяев изобразил его в чёрном свитере, белой рубашке и сером пальто — специально в чёрной-белой гамме для создания образа опытного и загруженного следователя. В серии «Майор Гром» только поступивший на службу Дубин становится напарником более опытного майора Грома и всячески помогает ему в его расследованиях, попутно находя с ним общий язык. Несмотря на отличное знание правовой теории, из-за своей неопытности часто попадает сложные и опасные ситуации, где на выручку ему приходит Игорь. После отставки Грома в серии «Игорь Гром» дослужился до старшего лейтенанта и даже получил собственного напарника по имени Сева, став при этом значительно более опытным полицейским и растеряв свой былой идеализм. Начальство заваливает его работой, однако он всё равно пытается по возможности помогать Игорю, используя своё служебное положение, и поддерживает его как может. В первых трёх выпусках «Игоря Грома» вышел спин-офф «Куколка», более юмористического характера, чем основная серия. В спин-оффе рассказывалось про расследование, которое проводил Дима Дубин совместно со своим новым напарником; рисунком комикса занимался художник Артём Бизяев. Позже Бизяев также сделал сюжетную арку «Дубин Дима: Провинциальные каникулы», выходившую в рамках серии «Легенды Bubble» и описывающую приключения бывшего напарника Грома во время его отпуска. После возвращения Грома на службу в серии «Майор Игорь Гром» Дима не становится вновь его напарником, так как уже работает с Севой, и на замену ему Грому назначают нового напарника в лице Айсы Улановой. Тем не менее они всё ещё продолжают общаться и активно помогают друг другу как на работе, так и в личной жизни. Существует также альтернативные версии персонажа. Так, в графическом романе «Майор Гром: 1939», действие которого происходит в Советском Союзе, Дима Дубин — советский милиционер, который помогает Игорю Грому бороться с Чумным Врачом (альтернативным Чумным Доктором). В пародийном комиксе «Игорь Угорь» Дубин предстаёт Димой-Сардиной. Помимо комиксов, Дубин появился в первом полнометражном фильме про майора Грома — «Майор Гром: Чумной Доктор», где его роль исполнил актёр Александр Сетейкин. Александр Сетейкин был взят на роль Димы Дубина, так как режиссёр увидел в его актёре качества самого персонажа — он описывает Дубина как скромного, немного неуверенного в себе, но талантливого и яркого. Сетейкина покрасили в блондина для соответствия комиксовому образу, но сложности вызвало то, что в сценах, где было много солнечного света, волосы отливали неестественно жёлтым, впрочем, эту проблему исправили. |         |                                                |                                                                      | |
| Юлия Пчёлкина | Женский | Высокий интеллект, скорость                    | Артём Габрелянов, Евгений Федотов, Константин Тарасов, Анастасия Ким | «Майор Гром» № 1 (октябрь 2012)                                                                         |
| Юлия Пчёлкина — пробивная журналистка и девушка Игоря Грома. Впервые появляется в первом выпуске комикса «Майор Гром» в октябре 2011 года. Разработали персонажа Артём Габрелянов и Евгений Федотов, а дизайн и внешний вид — художники Константин Тарасов и Анастасия Ким. Будучи журналисткой, Пчёлкина занимается расследованиями политических и социальных проблем Петербурга и готова на всё, чтобы докопаться до истины. По характеру открытая, оптимистичная, смелая. Готова рискнуть своей жизнью, чтобы помочь друзьям и близким, в том числе и Игорю в его расследованиях. Из-за своей работы часто оказывается в центре опасных событий, а облачённые в её материалах бизнесмены и чиновники неоднократно угрожали ей, однако угрозы никогда не приносили желаемого результата. Обладает сильным характером, легко располагает к себе окружающих. Юля создавалась Артёмом Габреляновым не только как девушка Игоря Грома, но и как главный женский персонаж серии «Майор Гром». Благодаря профессии девушки авторы через рассказы Пчёлкиной раскрывали второстепенных персонажей комикса, в том числе и первых жертв Чумного Доктора. Некоторое время ушло у художников на проработку гардероба и образа Пчёлкиной, который окончательно сформировался только к 9 выпуску. После встречи с Игорем Громом Юля начала носить серёжки в виде молний, по форме бровей Грома. Пчёлкина познакомилась с Громом после того, как тот спас её от бандитов во время расследования по делу серийных убийств Чумного Доктора. Сразу проникается к Майору симпатией и довольно скоро у героев завязываются отношения. Она сопровождала и помогала главному герою во всех его приключениях, в том числе и в раскрытии личности Чумного Доктора, вплоть до сюжета «Игра», где она становится заложницей сбежавшего из тюрьмы Разумовского и погибает от его рук ближе к финалу истории. Её гибель резко изменила характер Грома — он впал в депрессию и начал задумываться об убийстве Разумовского, боясь, что тот снова вырвется на свободу и продолжит свои расправы. Хоть Юля и погибла в сюжете «Игры», она всё же продолжала иногда появляться в комиксе во флешбеках и видениях Грома, в том числе в кроссовере «Время Ворона», один из выпусков которого посвящён пребыванию Грома в иллюзиях вместе с «ожившей» Юлей. Их отношениям с Громом посвящён спецвыпуск «Майор Гром: Обещание», вышедший в рамках серии «Легенды Bubble». Спецвыпуск соединяет прошлое Игоря Грома с настоящим и рассказывает обо одном из дней его жизни вместе с Пчёлкиной, а также о сложных отношениях Игоря с Новым годом. Впоследствии выпуск вошёл в седьмой том серии «Игорь Гром» — «Гори-гори ясно». Существуют и альтернативные версии героини. В пародийном комиксе «Игорь Угорь» Пчёлкина появляется как «Косуля Юля». Юлия Пчёлкина также появляется в фильме «Майор Гром: Чумной Доктор», где её роль исполнила актриса Любовь Аксёнова. В сравнении с оригинальным комиксом, образ героини в фильме был сильно изменён: из типичной «дамы в беде» с гипертрофированно большой грудью и со склонностью к идеализации своего молодого человека, Пчёлкина стала более проработанным персонажем и гораздо менее зависимой от Грома. Её род деятельности был изменён с журналистки на популярного блогера. Актриса сразу попросила создателей, чтобы её персонажу уделили достаточно много внимания. Для создания образа Юлии Пчёлкиной Любови Аксёновой пришлось перекрасить волосы в красный цвет, и, хотя она сначала очень не хотела краситься, впоследствии эта смена имиджа пришлась ей по душе, и она покрасилась сама. Помимо этого, актриса активно участвовала в подборе костюмов своей героини, каждый из которых отсылает к образам из различных культовых фильмов. Аксёнова возвращается к своей роли в фильме-приквеле «Гром: Трудное детство» в сцене, показывающей жизнь повзрослевшего Игоря Грома из «Чумного Доктора». |         |                                                |                                                                      | |
| Сергей Разумовский / Чумной Доктор | Мужской | Харизма, высокий интеллект, высокие технологии | Артём Габрелянов, Евгений Федотов, Константин Тарасов                | Как Чумной Доктор: «Майор Гром» № 1 (октябрь 2012) Как Сергей Разумовский: «Майор Гром» № 6 (март 2013) |
| Сергей Разумовский / Чумной Доктор (также известен как Гражданин) — заклятый враг майора Грома и один из главных героев серии «Чумной Доктор». Впервые появился в первом выпуске комикса «Майор Гром» в октябре 2011 года. Разработали персонажа Артём Габрелянов и Евгений Федотов, а дизайн и внешний вид — художница Анастасия Ким. Сергей Разумовский — миллиардер и основатель социальной сети «Вместе». Вырос в детдоме, с детства ощущал себя «белой вороной» и мечтал изменить мир к лучшему. Став миллиардером, снискал популярность среди молодёжи, стал известен своими эксцентричными выходками. Использует образ чумного доктора для совершения убийств. Является хорошим стратегом и бойцом. Умелый хакер и программист, имеет лидерские качества. В конце первой сюжетной арки во время отбывания срока в тюрьме приобретает раздвоение личности: одна субличность, называющая себя Чумным Доктором или Птицей, является циничным, беспринципным и жестоким убийцей, а другая имеет безвольный, слабый характер. Разумовского изначально хотели сделать высокомерным мажором, однако впоследствии переделали его в сироту и компьютерного гения, который страдает от невежества окружающих его людей. Прототипом Разумовского стал российский предприниматель и основатель социальной сети «ВКонтакте» Павел Дуров. Критики находили в персонаже параллели с Джокером (архиврагом Бэтмена из комиксов издательства DC), Загадочником (тоже врагом Бэтмена) и Сефиротом из серии игр Final Fantasy. В серии «Майор Гром» Разумовский, миллиардер, филантроп и основатель социальной сети «Вместе», предстаёт серийным убийцей «Чумным Доктором», который расправляется с коррумпированными чиновниками и бизнесменами. После того, как был пойман Игорем Громом, в тюрьме обретает раздвоение личности и сбегает оттуда, чтобы ему отомстить. Разумовский с помощью своего друга детства Олега Волкова похищает родных и близких майора. Для того, чтобы освободить тех, кто ему дорог, Игорю приходится сыграть с ним в смертельную игру в шахматы, где потеря каждой фигуры Грома приведёт к смерти одного из заложников у Разумовского — на шеях у них закреплены детонаторы. Несмотря на то, что Грому удаётся одолеть Сергея в шахматной партии, большинство его близких погибает, в том числе его возлюбленная Юлия Пчёлкина. Чумного Доктора, удовлетворённого местью, снова заключают под стражу, а терзаемый горем Гром пытается забыться в работе и справиться с нанесёнными ему психологическими травмами. В кроссовере «Время Ворона» Разумовского похищает группа террористов «Дети святого Патрика», и увозит его в Сибирь, чтобы он стал вместилищем для бога-ворона Кутха. Гром одолевает Кутха в теле Разумовского, отказывается от мести своему врагу, после чего Сергея вновь похищают. Как оказывается позже, похитителем был Олег Волков. Вместе они решают вернуть Чумного Доктора, на этот раз по-настоящему борющегося с преступностью, и находит себе преемника, Валерию Макарову, которую наставляет в серии комиксов «Чумной Доктор». Существует и несколько альтернативных версий персонажа. Так, в графическом романе «Майор Гром: 1939», действие которого происходит в Советском Союзе, Разумовский — советский преступник под прозвищем «Чумной Врач», который борется с майором Громом и его напарником Димой Дубиным. В пародийном комиксе «Игорь Угорь» Разумовский представлен в виде змея Сергея, который борется с Игорем Угрём (альтернативной версией Игоря Грома) и Димой-Сардиной (альтернативной версией Димы Дубина). Разумовский появляется и в экранизациях. Так, Чумной Доктор впервые был показан в сцене перед титрами короткометражного фильма «Майор Гром». Чумной Доктор также появляется в тизере под названием «Майор Гром: Самолётики», в котором его озвучил Всеволод Кузнецов. Наконец, в самом фильме «Майор Гром: Чумной Доктор» Сергей Разумовский, в исполнении актёра Сергея Горошко, появляется в качестве главного злодея. Чтобы убедительно сыграть персонажа, Горошко завёл себе тетрадь, где составил полную биографию персонажа от его рождения до событий после фильма во всех подробностях, отчасти брав информацию из комиксов и непосредственно от его сценаристов, отчасти додумывая самостоятельно. Костюм Чумного Доктора, который Сергей использует в фильме, гораздо более технологичен, чем в комиксах: он содержит ручные огнемёты, расположенные на рукавах костюма, бронежилет и устройство, изменяющее голос. Персонаж возвращается в сцене после титров приквела «Чумного Доктора» — «Гром: Трудное детство». |         |                                                |                                                                      | |
| Фёдор Прокопенко | Мужской | Высокий интеллект                              | Артём Габрелянов, Евгений Федотов, Константин Тарасов                | «Майор Гром» № 3 (декабрь 2012)                                                                         |
| Фёдор Иванович Прокопенко — пожилой и опытный полковник полиции, начальник отдела, в котором служит майор Гром. Уважает Игоря, но, несмотря на это, зачастую отчитывает его за излишнюю своевольность, хоть и старается прикрывать его и сглаживать последствия его действий. Впервые появился в третьем выпуске комикса «Майор Гром» в декабре 2012 года. Разработали героя сценаристы Артём Габрелянов и Евгений Федотов, а дизайн и внешний вид — художник Константин Тарасов. Прокопенко очень ценит Игоря, старается помогать тому в тяжёлых ситуациях и часто выступает своеобразной родительской фигурой для героя. Изначально у Грома не было напарника, и потому роль неопытного сотрудника-новичка должна была достаться Игорю, а Прокопенко должен был стать не только его начальником, но и мудрым наставником. С появлением персонажа Дубина концепция изменилась, учеником стал Дима, а Грому досталась роль наставника, а сам Прокопенко стал эпизодическим персонажем. Евгений Еронин, основной сценарист серии «Майор Игорь Гром», решил расширить участие Фёдора в сюжете и сделал Прокопенко одним из основных персонажей серии. По его мнению, закреплению персонажа как одного из ключевых людей в жизни Игоря Грома поспособствовал фильм «Майор Гром: Чумной Доктор», где он предстаёт не только начальником майора, но и его своеобразной отцовской фигурой. В «Майоре Громе» предстаёт начальном Игоря Грома, часто отчитывающим его за своевольность и разбирающим последствия порою грубых действий Грома. Несмотря на это он пытается заботиться о его благополучии, например приказывая ему взять отгул, когда видит его крайне вымотавшимся. Он даже посетил день рождения Игоря вместе со всеми его друзьями незадолго до событий «Игры». После смерти Пчёлкиной морально поддерживал Игоря, заботясь о его психическом здоровье. Он продолжил заниматься этим и после увольнения Грома из полиции в серии «Игорь Гром», изредка появляясь в выпусках комикса. Более важную и одну из основных ролей Фёдор Прокопенко стал играть в серии «Майор Игорь Гром», где из второстепенного персонажа перешёл в ряды главных героев. Так, по возвращении Игоря в полицию он назначает ему нового напарника в лице Айсы Улановой, зарекомендовавшей себя своим умом и логическим мышлением. В ходе столкновений в Санкт-Петербурге, спровоцированных Фейком, у Прокопенко происходит сердечный приступ и он оказывается в больнице. Как следствие, на посту начальника отдела Прокопенко, который находится на лечении, сменяет Егор Борисов — старый знакомый Грома. Помимо этого вышел спецвыпуск «Прокопенко. Гром на восходе», в котором в том числе раскрывается детали прошлого Фёдора. В фильмах о майоре Громе роль Прокопенко исполнили несколько актёров: в «Чумном Докторе», экранизации первой сюжетной арки комикса, его сыграл актёр Алексей Маклаков, а в «Трудном детстве», приквеле первого фильма, роль молодого Фёдора досталась Алексею Ведёрникову. На том, чтобы Маклаков исполнил роль Прокопенко настоял сам Габрелянов, и на пробах команда согласилась с его решением. Сам Маклаков признавался, что до съёмок в фильме нейтрально относился к комиксам, однако после изменил своё мнение и стал «с удовольствием следить за ними». Впоследствии он даже принял участие в автограф-сессии, посвящённой выходу спецвыпуска «Прокопенко: Гром на восходе». Он также остался доволен совместной работой с режиссёром Олегом Трофимом, снявшим «Чумного Доктора», и отметил его открытость к творческим предложениям актёров во время съёмок. Ведёрников, в свою очередь, охарактеризовал своего персонажа как тихого и семейного человека, всегда готового прийти Константину Грому на помощь, и единственного, которого Гром боится потерять. По словам Ведёрникова, Маклаков «задал такую планку, что теперь мне нужно хотя бы до неё дотянуться». Так как лично с Маклаковым Ведёрников незнаком, чтобы сыграть персонажа похожим образом, он смотрел фильмы, где Маклаков играл. Для роли Прокопенко Ведёрникову пришлось носить накладные усы, от чего он был в восторге. |         |                                                |                                                                      | |
| Лилия Абраменко | Женский | Харизма, ловкость, выносливость                | Артём Габрелянов, Евгений Федотов, Анастасия Ким                     | «Майор Гром» № 4 (январь 2013)                                                                          |
| Лилия Абраменко — несостоявшаяся девушка Димы Дубина и подруга Игоря Грома и Ули, новая владелица кафе «Райдо». Впервые появилась в четвёртом выпуске комикса «Майор Гром» в январе 2013 года. Разработали персонажа Артём Габрелянов и Евгений Федотов, а дизайн и внешний вид — художница Анастасия Ким. Уроженка Украины, незадолго до событий «Майора Грома» переезжает жить в Россию, в Москву. Считает нож незаменимой вещью в жизни питерской девушки и всегда имеет его при себе. Способна за себя постоять, иногда участвует в расследованиях Грома. После своего появления в четвёртом выпуске «Майора Грома» долгое время не появлялась, пока её не решил вернуть сценарист Алексей Замский, автор серии комиксов «Игорь Гром». Он с самого начала работы над комиксом планировал вернуть Абраменко и сделать её сильным женским персонажем, которая не только будет помогать Игорю Грому в его расследованиях, но и сможет его чему-то научить. Замский слегка переработал её характер, чтобы отразить изменения, которые произошли с ней во время отсутствия в сюжете комиксов. Схожего с Замским мнения был и сценарист Евгений Еронин, который ещё до выхода «Игоря Грома» ратовал за возвращение героини. В серии «Майор Игорь Гром», автором которой и стал Еронин, он также включил Лилю в число центральных персонажей истории. Впервые Лилия появляется в серии «Майор Гром», в истории «Бабочки в животе» четвёртого выпуска. Она является одной из митингующих на Триумфальной площади в Москве, которую пытается задержать Дима Дубин. Узнав, что это была молодая девушка, Дима расслабляется и в следующий момент получает от неё удар ножом в живот — девушке удаётся скрыться. Возвращается в сюжете «Сувенир» десятого выпуска, где ближе знакомится с Дубиным и идёт с ним на свидание. На прощание она дарит ему нож, которым когда-то пырнула его. В серии «Игорь Гром» оказывается, что Лилия переехала из Москвы в Санкт-Петербург и устроилась на работу официанткой в кафе «Райдо», принадлежащее гадалке Уле. Однажды Гром заходит в кафе, после чего становится жертвой избиения местной «шпаны». Абраменко спасает его и отводит к нему в дом, где они встречают Диму Дубина, узнавшего Лилю. С тех пор Лиля становится одной из новых друзей Игоря, вместе с владелицей «Райдо» Улей. Девушки всячески помогают Грому вновь встать на ноги, а также противостоять новым врагам. Лиля возвращается в серии «Майор Игорь Гром», где становится новым владельцем «Райдо» после уезда Ули из Петербурга. Она, как и ранее, помогает Игорю и Диме в их работе и пытается вжиться в новую для неё роль хозяйки кофейного заведения. Существует также и альтернативные версии персонажа. Так, она появляется в графическом романе «Майор Гром: 1939», действие которого происходит в Советском Союзе. В этом комиксе Лилия описана как «молодая преступница, вставшая на путь исправления и перевоспитания». Она представлена как бывшая представительница контрреволюционных сил, пойманная милиционером Игорем Громом, который отвозит её в колхоз на исправительные работы. Там Абраменко помогает Грому остановить банду «Железных Кулаков», терроризировавших колхоз. |         |                                                |                                                                      | |
| Вениамин Рубинштейн | Мужской | Высокий интеллект                              | Артём Габрелянов, Евгений Федотов, Анастасия Ким                     | «Майор Гром» № 10 (июль 2013)                                                                           |
| Доктор Вениамин Самуилович Рубинштейн — психиатр следственного изолятора, которому приходится иметь дело с самыми опасными преступниками. Впервые появился в десятом выпуске комикса «Майор Гром» в июле 2013 года. Разработали персонажа Артём Габрелянов и Евгений Федотов, а дизайн и внешний вид — художница Анастасия Ким. Он проводил опыты над Разумовским, оказав на того большое влияние и развив его безумие, а также на других пациентах, среди которых был Игорь Гром. Действия доктора Рубинштейна не только кардинально повлияли на жизнь Игоря Грома и Сергея Разумовского, но и породили на свет новых персонажей, его бывших пациентов, среди которых Поэт и Огнепоклонник из серии «Игорь Гром» сценариста Алексея Замского. Согласно комментарию Анастасии Ким, одной из создательниц героя, в редакции издательства долгое время стоял вопрос как вернуть Вениамина в сюжет комиксов о майоре Громе. Впервые доктор Рубинштейн появляется в серии «Майор Гром», в истории «Метаморфоза» десятого выпуска. Он становится психиатром Разумовского после его поражения в схватке с Игорем Громом и заключения в следственный изолятор. Он диагностирует у него некий неизученный подвид раздвоения личности, но не успевает подобрать лечение, так как Разумовский сбегает. После того, как Сергей убивает девушку Игоря Юлию Пчёлкину, Гром сам начинает наблюдаться у Вениамина. Тот выписывает ему некий новый препарат с неизвестными побочными эффектами, которые якобы помогают бороться с кошмарами. После ухудшения состояния в конце «Майора Грома», в серии «Игорь Гром» он попадает в психиатрическую лечебницу, где его лечащим врачом становится Рубинштейн. Как оказывается, он не избавился от идеи изучить раздвоение личности Разумовского, но так как тот сбежал, доктор с помощью препаратов начал искусственно вызывать схожую болезнь у других пациентов, в том числе и у Игоря. В конечном итоге Грому удаётся остановить Рубинштейна, однако это приводит к побегу из лечебницы других его нестабильных пациентов, а самого Вениамина похищает Олег Волков, желающий узнать подробности о лечении Сергея. Существует также несколько альтернативных версий персонажа. Так, Рубинштейн в своём привычном образе появляется в графическом романе «Майор Гром: 1939», действие которого происходит в Советском Союзе. В пародийном комиксе «Игорь Угорь» Вениамин Рубинштейн появляется как персонаж под именем «Рубинштейн-Франкенштейн». Вениамин появляется в сценах после титров фильмов «Майор Гром: Чумной Доктор» и «Гром: Трудное детство» в исполнении актёра Константина Хабенского, в которых он, как и в комиксах, является лечащим врачом Сергея Разумовского в психлечебнице для душевнобольных преступников. |         |                                                |                                                                      | |
| Мёрдок Макалистер | Мужской | Ловкость, скорость                             | Артём Габрелянов, Евгений Федотов, Константин Тарасов                | «Майор Гром» № 14 (ноябрь 2013)                                                                         |
| Мёрдок Макалистер — наёмник и лидер организованной преступной группы «Дети святого Патрика», пытавшейся устранить британскую королевскую семью. Впервые появился в четырнадцатом выпуске комикса «Майор Гром» в ноябре 2013 года. Разработали персонажа Артём Габрелянов и Евгений Федотов, а дизайн и внешний вид — художница Анастасия Ким. Несмотря на свою холодность и трезвое мышление, у Мёрдока есть проблемы с контролем гнева, из-за чего он порой срывается в животную ярость. При разработке внешнего вида Мёрдока Анастасию Ким попросили нарисовать высокого рыжеволосого мужчину с крепким телосложением. Прочитав сценарий арки «Дети святого Патрика», в которой впервые появляется этот персонаж, у Ким он вызвал впечатление грубого и неприятного визуально мужчины, что ей не понравилось. По этой причине она решила добавить в его образ благородства с целью «очеловечить» Мёрдока. Впоследствии, Артём Габрелянов, неудовлетворённый раскрытием персонажа в сюжете «Дети святого Патрика», решил сделать Мёрдока одним из главных действующих лиц сюжета «В сердце тьмы», части кроссовера «Время Ворона», объединяющего серии «Майор Гром» и «Красная Фурия». Художница Наталья Заидова, рисовавшая «Время Ворона», посчитала Мёрдока наиболее здравомыслящим среди злодеев вселенной Bubble. Впервые Мёрдок появляется в сюжетной арке «Дети святого Патрика», где он является одним из членов одноимённой террористической группировки, планировавшей устранить британскую королевскую семью по приказу оружейного барона Августа ван дер Хольта, главного злодея комиксов «Красная Фурия» и «Союзники». Мёрдока и его приспешников останавливает Игорь Гром, оказавшийся в Ирландии во время отпуска со своей девушкой Юлей Пчёлкиной. Позже Мёрдок появляется в серии «Красная Фурия», где помогает своему нанимателю Августу ван дер Хольту с различными заданиями, работая совместно с Джесси Родригес, соперницей и одной из основных врагов Ники Чайкиной, главной героини комикса. Во время событий кроссовера «Время Ворона» Макалистер вместе с другими злодеями пытается воскресить бога-ворона Кутха. По ходу сюжета комикса Мёрдок получает сверхспособности, а именно возможность превращаться в оборотня во время приступов агрессии. После этого Мёрдок становится одним из основных персонажей серии «Союзники», продолжающих сюжет «Красной Фурии». Август, захватывающих всех мутировавших после «Времени Ворона» людей, ставит над Мёрдоком различные опыты. Его спасают Ника Чайкина и её союзники, после чего помогают Мёрдоку контролировать свои способности, а впоследствии и вовсе избавится от них. Существует также несколько альтернативных версий персонажа. Так, Мёрдок появляется в графическом романе «Майор Гром: 1939», действие которого происходит в Советском Союзе. В этом комиксе он предстаёт не ирландцем, как в оригинале, а белофинном, одним из трёх членов бандитской группировки «Дети святого Винфрида». Святой Винфрид — покровитель немцев, под которых маскируются белофинны, чтобы проникнуть в Советский Союз для осуществления терактов, предшествующих советско-финляндской войне, начавшейся как раз в конце 1939 года. В пародийном комиксе «Игорь Угорь» Мёрдок появляется как кот под именем «Муррдок Коталистер». |         |                                                |                                                                      | |
| Анна Архипова | Женский | Харизма                                        | Артём Габрелянов, Евгений Федотов, Юлия Журавлёва                    | «Майор Гром» № 19 (апрель 2014)                                                                         |
| Анна Юрьевна Архипова — полицейская, стремящаяся получить повышение, приставленная к Игорю Грому в качестве напарницы в деле об ограблениях и одна из принцесс-грабительниц, скрывающаяся под маской Жасмин. Впервые появилась в девятнадцатом выпуске комикса «Майор Гром» в апреле 2014 года. Разработали героиню Артём Габрелянов и Евгений Федотов, а дизайн и внешний вид — художница Юлия Журавлёва. Родом из Выборга. По характеру импульсивная и амбициозная, развито стратегическое мышление, хорошо владеет огнестрельным оружием. Разрабатывая её и других девушек из банды «трёх принцесс», Габрелянов пытался сделать их образы необычными в сравнении с предыдущими врагами Грома — Чумным Доктором и Мёрдоком Макалистером. Журавлёва, разрабатывая внешний вид «принцесс», изначально пыталась сохранить все отличительные особенности оригинальных героинь и сделать их более утрированными. Так, у Архиповой в образе Жасмин должны были быть прозрачные шаровары и дробовик. Журавлёва отмечала контраст в образах Ольги Исаевой и Анны Архиповой: если первая более сдержанная и серьёзная, то Архипова представляла собой открытую и активную девушку, любящую красится и делать себе причёски, а также отличающуюся незаурядным поведением и активной жестикуляцией. Одно время художница думала изобразить Архипову как темпераментную кавказскую женщину, однако в конечном итоге решила, что это было бы чересчур. Появляется в серии «Майор Гром», где является одной из грабительниц, маскирующихся под диснеевских принцесс, среди которых: сама Архипова в образе Жасмин, скрывающаяся за маской Золушки Ольга Исаева и Екатерина Хохолкова под видом Ариэль. После возвращения в Россию из Дублина Игорь Гром начинает противостоять банде грабительниц, в то время как Архипова, также работающая в МВД, становится его напарницей. Во время расследования она всячески отчитывает Грома за его грубые методы работы и предлагает тому больше думать головой. В конце концов Игорю удаётся вычислить преступниц и остановить их, а Архипова погибает от огнестрельного ранения во время задержания. Перед смертью, умирающая Анна признаётся Игорю, что пошла на преступление ради своей подруги Ольги Исаевой, к которой она была крайне привязана. Позже она появляется в качестве воспоминания Екатерины Хохолковой, теперь известной как Дама, в двадцать девятом выпуске серии «Игорь Гром», выжившей и решившей отомстить Игорю Грому за полученные увечья и смерть своих подруг. Существует также и альтернативные версии персонажа. В пародийном комиксе «Игорь Угорь» Архипова появляется как ряпушка под именем «Аннушка-Ряпушка». |         |                                                |                                                                      | |
| Екатерина Хохолкова / Дама | Женский | Харизма, высокий интеллект                     | Артём Габрелянов, Евгений Федотов, Юлия Журавлёва                    | «Майор Гром» № 19 (апрель 2014)                                                                         |
| Екатерина Хохолкова / Дама — властная и жестокая глава банды «гончих», носящая маску и чёрное траурное платье, ранее — одна из грабительниц банка в костюмах диснеевских принцесс, с которыми Гром сталкивался в сюжетной арке «Как в сказке». Впервые появилась в девятнадцатом выпуске комикса «Майор Гром» в апреле 2014 года. Разработали героиню сценаристы Артём Габрелянов и Евгений Федотов, а дизайн и внешний вид — художница Юлия Журавлёва. Разрабатывая её и других девушек из банды «трёх принцесс», Габрелянов пытался сделать их образы необычными в сравнении с предыдущими врагами Грома — Чумным Доктором и Мёрдоком Макалистером. Журавлёва, разрабатывая внешний вид «принцесс», изначально пыталась сохранить все отличительные особенности оригинальных героинь и сделать их более утрированными. Так, у Хохолковой в образе Ариэль должна была быть водолазная маска и ласты вместо босоножек. Журавлёва призналась, что создание внешнего вида Кати было для неё самым сложным и её окончательный образ художнице удалось реализовать только после появления сценария первого номера арки. Для серии «Игорь Гром» её образ был переделан сценаристом Алексеем Замским и художником Иваном Елясовым. Алексей и Иван долго прорабатывали костюм Дамы, намереваясь сделать его не только впечатляющим, но и функциональным. Её новый облик Замский охарактеризовал как «гротескный». Впервые Екатерина Хохолкова появляется в сюжете «Как в сказке» серии «Майор Гром», где является одной из грабительниц, маскирующихся под диснеевских принцесс, среди которых: сама Хохолкова в образе русалочки Ариэль, скрывающаяся за маской Жасмин Анна Архипова и Ольга Исаева под видом Золушки. После возвращения в Россию из Дублина Гром останавливает банду воровок, однако Екатерина пытается скрыться. Во время погони автомобиль, в котором была Хохолкова, был сбит фурой, после чего она долгое время считалась погибшей. Героиня возвращается в серии «Игорь Гром», где предстаёт в совершенно новом образе: женщины в белой маске, носящей чёрное готическое платье и трость. Как выясняется, Екатерине удалось выжить в аварии, однако её тело и лицо было сильно изуродовано. Она обратилась за помощью к Умному Человеку, одному из антагонистов серии, который помог ей оправиться после происшествия и сделал её лидером преступной банды «гончих». С тех пор Хохолкова взяла себе псевдоним «Дама». Во время одного из своих дел сталкивается с вышедшим из психлечебницы Игорем Громом, которому пытается отомстить за свои увечья. В конечном итоге Гром вновь побеждает её, после чего женщина оказывается в больнице и не собирается возвращаться к преступной жизни. Существует также несколько альтернативных версий персонажа. Так, она появляется в графическом романе «Майор Гром: 1939», действие которого происходит в Советском Союзе. Она предстаёт в комиксе в своём образе Дамы, похищает советских комиксистов и освобождает всех врагов Игоря Грома из тюрьмы, чтобы они совместными усилиями напали на Грома и Дубина. |         |                                                |                                                                      | |
| Ольга Исаева | Женский | Высокий интеллект, ловкость, скорость          | Артём Габрелянов, Евгений Федотов, Юлия Журавлёва                    | «Майор Гром» № 19 (апрель 2014)                                                                         |
| Ольга Викторовна Исаева — дочь бизнесмена Виктора Исаева, владельца «РосГарантБанка», а также одна из принцесс-грабительниц, скрывающаяся под маской Золушки. Впервые появилась в девятнадцатом выпуске комикса «Майор Гром» в апреле 2014 года. Разработали героиню Артём Габрелянов и Евгений Федотов, а дизайн и внешний вид — художница Юлия Журавлёва. Разрабатывая её и других девушек из банды «трёх принцесс», Габрелянов пытался сделать их образы необычными в сравнении с предыдущими врагами Грома — Чумным Доктором и Мёрдоком Макалистером. Габрелянов изначально планировал сделать главным злодеем арки сына Виктора Исаева, Олега, но потом передумал и решил, что центральным антагонистом арки должна стать одна из принцесс. Таким образом, Олег превратился в Ольгу. Журавлёва, разрабатывая внешний вид «принцесс», изначально пыталась сохранить все отличительные особенности оригинальных героинь и сделать их более утрированными. Так, у Исаевой в образе Золушки должна была быть блестящая пачка. Художница признавалась, что на этапе создания дизайна героинь ещё не были прописаны их характеры, однако Юлии сразу захотелось сделать Исаеву серьёзной девушкой с печальными глазами. Так как Исаева — бизнесвумен, то и образ Журавлёва подбирала подходящий: строгая классическая одежда в бежевых и серых оттенках и прямые светлые волосы. Появляется в серии «Майор Гром», где является одной из грабительниц, маскирующихся под диснеевских принцесс, среди которых: сама Исаева в образе Золушки, скрывающаяся за маской Жасмин Анна Архипова и Екатерина Хохолкова под видом Ариэль. Как позже выясняется, Исаева собрала банду чтобы отомстить своему отцу Виктору, владельцу обворованных банков, который, как ей казалось, разрушил её семью и больше внимания уделял работе, нежели ей. После возвращения в Россию из Дублина Игорь Гром останавливает банду воровок. В конечном итоге, отец Ольги погибает от остановки сердца, после чего она выясняет, что на самом деле он не был виноват в распаде её семьи и что всё это было подстроено. Она также лишается своих друзей: Екатерина Хохолкова попадает в аварию и считается погибшей, а её близкая подруга Анна Архипова погибает от пулевого ранения во время задержания. Не в силах вынести потери, Исаева кончает жизнь самоубийством. Позже появляется в качестве воспоминания Екатерины Хохолковой, теперь известной как Дама, в двадцать девятом выпуске серии «Игорь Гром», выжившей и решившей отомстить Игорю Грому за полученные увечья и смерть своих подруг. В пародийном комиксе «Игорь Угорь» Исаева появляется как корюшка под именем «Олюшка-Корюшка». Исаева, сыгранная актрисой Анной Невской в эпизодической роли, появляется в фильме «Майор Гром: Чумной Доктор». Как и в комиксе, она погибает, однако на этот раз от руки Чумного Доктора, став его второй жертвой. Также в отличие от комикса, в «Чумном Докторе» она сама является главой «РосГарантБанка», который в начале фильма ограбили бандиты в хоккейных масках, прототипами которых были принцессы-грабительницы. Анна Невская назвала фильм неординарным смелым экспериментом, в котором ей понравилось участвовать. |         |                                                |                                                                      | |
| Олег Волков | Мужской | Высокий интеллект, ловкость, выносливость      | Артём Габрелянов, Анастасия Ким                                      | «Майор Гром» № 25 (октябрь 2014)                                                                        |
| Олег Волков — друг детства и телохранитель Сергея Разумовского, помогает ему в затее с Чумным Доктором. Впервые появился в двадцать пятом выпуске комикса «Майор Гром» в октябре 2014 года. Разработали персонажа сценарист Артём Габрелянов и художница Анастасия Ким. Как и Разумовский, вырос в детдоме, где с ним и познакомился, однако во взрослой жизни их пути разошлись: Волков пошёл служить в армию, участвовав в боевых действиях в Сирии, а Сергей остался в России и стал предпринимателем и разработчиком. Во время своей службы знакомится с Джошуа Донато, одним из главных героев серии «Красная Фурия», а также с Вадимом по прозвищу «Дракон», который дебютировал в серии «Чумной Доктор». Известен своей преданностью Сергею, и, несмотря на то, что Олег может быть с ним не согласен, он всегда поддерживает его. Черты внешности: высокий рост и крепкое телосложение, шатен с карими глазами. На шее носит сдвоенный кулон в виде когтя и волчьей головы, а на спине имеет татуировку с изображением волчьей головы. Изначально Олег Волков был обычным безымянным главой наёмников, нанятых Разумовским. Позже авторы решили переработать образ и сделать из него полноценного персонажа, дабы сделать взаимодействие между героями более интересным и повысить эмоциональный эффект от возможной гибели Волкова в конце сюжета «Игры». Первоначально возраст Олега был больше, — 40+ лет — а на его лице через правый глаз проходил шрам на пол лица. В серии «Майор Гром» Олег Волков возвращается в Россию, становится начальником службы безопасности «Вместе» и вытаскивает Сергея из психиатрической лечебницы, а затем участвует в мести Игорю Грому, организуя теракты и похищая людей по указанию Разумовского. В итоге, похищенные родные и близкие Игоря Грома, как и сам Олег вместе с наёмниками со стороны Разумовского, становятся заложниками смертельной партии в шахматы между Игорем и Сергеем, где потеря каждой фигуры приведёт к смерти одного из них. После «гибели» олицетворяющей Олега фигуры Сергей делает пять выстрелов Волкову в грудь, однако тот чудом выживает. После событий «Игры» Волков появляется в эпилоге кроссовера «Время Ворона», где вновь освобождает Разумовского, а затем в двадцатом выпуске серии «Игорь Гром», где похищает психиатра Вениамина Рубинштейна с целью выяснить, как тот лечил Сергея, которому становится только хуже после выписанных ему Рубинштейном препаратов. Олег возвращается как один из центральных персонажей серии «Чумной Доктор», где вместе с Сергеем обучает студентку Валерию Макарову в попытке сделать из неё нового Чумного Доктора. Персонажу посвящён спецвыпуск под названием «Волков: Пекло», повествующий об одном из дней жизни Волкова в качестве наёмника в Сирии. В спецвыпуске «Чумного Доктора» рассказывается о том, как Волков и Разумовский прятались в Мексике после событий «Времени Ворона» и до начала действий «Чумного Доктора». Существует также несколько альтернативных версий персонажа. В графическом романе «Майор Гром: 1939», действие которого происходит в Советском Союзе, Олег Волков является приспешником Чумного Врача (альтернативного Чумного Доктора) и помогает ему в его злодеяниях против советского милиционера Игоря Грома и его напарника Димы Дубина. В пародийном комиксе «Игорь Угорь» Олег представлен в виде змея под именем «Олег-Стратег», который вместе со Змеем Сергеем (альтернативной версией Сергея Разумовского) борется с Игорем Угрём (альтернативной версией Игоря Грома) и Димой-Сардиной (альтернативной версией Димы Дубина). Роль Олега Волкова в фильме «Майор Гром: Чумной Доктор» сыграл Дмитрий Чеботарёв. Он пробовался как на роль Игоря Грома, так и на роль Олега, и, по утверждению продюсеров, обе пробы у него прошли удачно, но у него лучше получилось передать «загадочность», из-за чего его взяли на роль Олега Волкова. Чеботарёв был единственным актёром из основного состава, которому никак не пришлось менять свою внешность для съёмок. В отличие от комикса, в экранизации он по большей части предстаёт как плод воображения Сергея Разумовского и его своеобразная альтернативная личность, которая берёт на себя роль Чумного Доктора, в то время как настоящий Волков считается погибшим. В сцене после титров выясняется, что Олег жив и находится в Сирии. |         |                                                |                                                                      | |

## Игорь Гром
| Уля — эксцентричная и бойкая хозяйка кафе «Райдо», с которой подружился Игорь. Впервые появилась в первом выпуске комикса «Игорь Гром» в январе 2017 года. Разработали героиню сценарист Алексей Замский, а дизайн и внешний вид — художница Наталья Заидова. Способна гадать на кофейной гуще, а также обладает развитой интуицией и разбирается в психологии. Является «оперённой», то есть получившей сверхспособности в результате гибели бога-ворона Кутха, хоть и старается скрывать у себя наличие паранормальных способностей. Из новых персонажей, дебютировавших в «Игоре Громе», Уля была придумана Алексеем Замским самой первой. Он задумывал Улю как равную Грому по «внутренней энергии» и даже превосходящую его, пока он находился в подавленном состоянии из-за психологических проблем и увольнения из полиции. Более того, Замский задумывал образ Ули как полностью самостоятельной героини, живущей собственной, не связанной с Игорем, жизнью. Заидова, создавая образ Ули, пыталась сделать его одновременно немного взрывным и вызывающим чувство комфорта. Впоследствии, Уля стала вторым персонажем комиксов о Игоре Громе, получившим собственную серию комиксов (первым стал «Чумной Доктор»). Первый выпуск «Ведьмы», за авторством её создателя Алексея Замского и художника Кирилла Макагонова, вышел 24 октября 2022 года. Впервые появляется в серии «Игорь Гром», где заводит знакомство с зашедшим в её кофейню «Райдо» Игорем Громом, на тот момент отставным майором полиции. В течение серии они становятся друзьями и Уля начинает помогать Грому в его новых расследованиях и в том числе восстановить память после пребывания в психологической лечебнице. Во время действия кроссовера «Охота на ведьм» раскрывается, что Уля не просто гадалка, а действительно обладает паранормальными способностями, обретёнными после соприкосновения с пером бога-ворона Кутха. В конце «Игоря Грома» Уля оставляет «Райдо» Лилии Абраменко, своей знакомой, работающей в нём официанткой, а сама уезжает из Петербурга. Продолжение её приключений описывается в комиксе «Ведьма». Она отправляется путешествовать по России в поисках своих давних знакомых колдунов, чья помощь стала необходима девушке. По пути в Калязин Уля заглядывает к своему другу Фирузу — он борется с духами-кладенцами, охраняющими сокровище, которое Фируз пытается добыть для магического ритуала. Существует также и альтернативные версии персонажа. В пародийном комиксе «Игорь Угорь» Уля появляется как барабуля под именем «Уля Барабуля». |         |                                                                                          |                                   |                                                                                                   |
| Валентин «Калигари» Гашпаров | Мужской | Харизма, высокий интеллект                                                               | Алексей Замский, Наталья Заидова  | «Игорь Гром» № 1 (январь 2017)                                                                    |
| Валентин «Калигари» Гашпаров — эксперт по «неформальной» жизни Санкт-Петербурга, который помогает Игорю и Диме расследовать дела, используя свои знания. Впервые появился в первом выпуске комикса «Игорь Гром» в январе 2017 года. Разработали героя сценарист Алексей Замский, а дизайн и внешний вид — художница Наталья Заидова. Создавая образ Калигари, Алексей Замский стремился показать его нормальным и естественным человеком с необычными увлечениями: готикой, тату, мистикой. При этом для Игоря Калигари кажется странным человеком, хоть он и со спокойствием относится к увлечениям и индивидуальности Валентина. Является открытым человеком, всегда готовым помочь. Калигари дебютирует в комиксе «Игорь Гром» Алексея Замского, в параллельном основному сюжете «Куколка», главным героем которого является Дима Дубин, бывший напарник Игоря Грома. Именно новый напарник Дубина, Сева, и знакомит их с Валентином. С тех пор Гашпаров знакомится с самим Игорем, сводит его с его будущей новой девушкой Ириной «Шарлоттой», а также продолжает помогать героям в их расследованиях своими знаниями по неформальной жизни Санкт-Петербурга. Помимо этого, герою посвящён отдельный спецвыпуск в рамках серии «Легенды Bubble», получивший название «Калигари: Дурман». Существует также и альтернативные версии персонажа. В пародийном комиксе «Игорь Угорь» Гашпаров появляется как змей под именем «КалиГари». |         |                                                                                          |                                   |                                                                                                   |
| Ирина «Шарлотта» | Женский | Харизма, высокий интеллект                                                               | Алексей Замский, Наталья Заидова  | «Игорь Гром» № 1 (январь 2017)                                                                    |
| Ирина «Шарлотта» — загадочная подруга Игоря Грома, с которой у него впоследствии завязываются отношения. Впервые появилась в первом выпуске комикса «Игорь Гром» в январе 2017 года. Разработали героиню сценарист Алексей Замский, а дизайн и внешний вид — художница Наталья Заидова. Она делит себя на две «личности»: на девушку Ирину в обычной, повседневной жизни и альтер-эго «Шарлотту» — под этим именем она известна в среде людей, увлекающихся готикой и оккультизмом. Вероятно, владеет магическими способностями или по крайней мере обладает знаниями о них. Своими увлечениями делится не с каждым и в свою личную жизнь пускает только избранных. В отличие от, например, Ули, гардероб Иры «Шарлотты» задумывался Замским как постоянно меняющимся, из-за чего она каждый раз появляется в новом одеянии, не только как Ира, но и как «Шарлотта». В серии «Игорь Гром» Ира спасает Грома во время его схватки с Дамой. После они становятся близкими друзьями и скоро между ними начинается роман. Ира продолжает помогать Игорю, который находится в подавленном состоянии после увольнения из полиции и проблем с психикой, в том числе и в его противостоянии новым злодеям. В конечном итоге, благодаря помощи Шарлотты и других своих друзей, Игорь возвращается на службу. Она появляется и в серии «Майор Игорь Гром», где всё так же является девушкой Игоря и помогает ему в его борьбе с преступностью Санкт-Петербурга. |         |                                                                                          |                                   |                                                                                                   |
| Стикс, Коцит, Ахерон и Флегетон | Мужской | Стикс: Ловкость Коцит: Харизма, ловкость Ахерон: Харизма, выносливость Флегетон: Харизма | Алексей Замский, Наталья Заидова  | Стикс и Коцит: «Игорь Гром» № 1 (январь 2017) Ахерон и Флегетон: «Игорь Гром» № 9 (сентябрь 2017) |
| Четвёрка Рек (также известны как Подземные Реки) — сверхъестественные хтонические существа, возраст которых насчитывает сотни лет. Их имена — Стикс, Коцит, Ахерон и Флегетон. Стикс и Коцит впервые появляются в первом выпуске комикса «Игорь Гром» в январе 2017 года, а Ахерон и Флегетон — в девятом в сентябре 2017. Разработали персонажей сценарист Алексей Замский, а дизайн и внешний вид — художница Наталья Заидова. Питаются человеческими страхами, и потому часто занимаются пытками и убийствами. Меняют облик, срезая лица с людей. В настоящее время выступают под личиной чёрных риэлторов. Каждый из Рек отличается своим характером и внешностью: Стикс — высокий альбинос, по поведению тихий и спокойный; Коцит, напротив, активный и резкий, низкого роста; Ахерон — физически крепкий мужчина с боевым характером; Флегетон — молодой человек со светлыми волосами и розовыми очками. Наталья Заидова, создававшая образы чудовищ, намерено дала им одинаковые минимально проработанные чёрные плащи, чтобы подчеркнуть их неестественность и тёмную натуру. Однако даже обладая единой «униформой» их индивидуальность прослеживается в способе ношения: Стикс носит костюм опрятно и сдержанно, Коцит поднимает воротник рубашки, Ахерон закатывает рукава, а Флегетон не застёгивает свой плащ. Изначально Стикс и Коцит не называются по именам, вместо этого нося прозвища «Уж» и «Ёж», соответственно. В «Игоре Громе» Реки предстают как группа чёрных риэлторов, которые пытаются погубить жизнь старушки и забрать её квартиру. Игорь Гром пытается остановить их, но терпит неудачу — старушка погибает. Реки работают на Умного Человека, главного антагониста серии. Позже четвёрка вместе с группой террористов захватывает парк развлечений, в который Гром пришёл отдохнуть вместе со своей новой девушкой Ириной «Шарлоттой» и подругой Лилией Абраменко. В суматохе риэлторы берут Шарлотту в заложники и спускаются в питерскую подземку, а Гром их преследует. В это время Грома на поверхности заменяет его двойник, лицо которого изменено пластической операцией. Уля, ещё одна подруга Грома, узнав о странном поведении лже-Грома, подозревает неладное и идёт за помощью к Командиру, таинственному сверхчеловеку, чтобы тот спустился под землю и помог Грому. Он объясняет Грому, кто такие чёрные риэлторы на самом деле; это «четвёрка Рек», древних сверхъестественных существ, питающихся людскими страхами. Грому удаётся пробраться в логово Рек, одолеть их и спасти Шарлотту, но Командир при этом исчезает. В конце комикса показано, что четвёрка Рек вновь появляется на болотах. Также в рамках серии «Легенды Bubble» выходит сюжетная арка «Реки: Страха нет», рассказывающая о прошлом чудовищ в России XVIII века. Существует также несколько альтернативных версий персонажей. В пародийном комиксе «Игорь Угорь» Стикс и Коцит представлены как уж и ёж, соответственно (по прозвищам, закрепившимся за ними в редакции). В его продолжении, «Игорь Угорь 2.5», Стикс всё так же остаётся ужом, Коцит становится морским ежом, а Ахерон и Флегетон — креветкой и жёлтым зебросомом, соответственно. |         |                                                                                          |                                   |                                                                                                   |
| Умный Человек | Мужской | Харизма, высокий интеллект                                                               | Алексей Замский, Наталья Заидова  | «Игорь Гром» № 8 (август 2017)                                                                    |
| Умный Человек — один из самых влиятельных и таинственных людей Санкт-Петербурга. Впервые появился в восьмом выпуске комикса «Игорь Гром» в августе 2017 года. Разработали героя сценарист Алексей Замский, а дизайн и внешний вид — художница Наталья Заидова. Обладает выдающейся харизмой и даром убеждения, однако теряет их, если с него снять очки. Избавляет обездоленных людей «от забот» ценой убийства других людей. Получил своё влияние благодаря Четвёрке Рек. Несмотря на любовь красиво одеваться, не гонится за деньгами и роскошью, не носит украшений. Замский, обсуждая образ Умного Человека с Натальей Заидовой, описывал его как «приятного дядюшку или дедушку, который учит, как справиться с бедами». Он отметил, что какие бы тёмные дела он не вершил, Умный Человек «будто вообще» не может запятнать свою репутацию. Является главным антагонистом серии «Игорь Гром». Узнав об Умном Человеке от своего знакомого, Игорь Гром решает разыскать его. Он выясняет, что Умный Человек собрал вокруг себя секту из собственных почитателей. Несмотря на его манипуляции, Игорю удаётся задержать его с помощью своего бывшего напарника по службе Димы Дубина, прибывшего в последний момент. Тем не менее, Умному Человеку удаётся избежать ответственности и он продолжает свои злодеяния. Так, пока прислуживающая ему Четвёрка Рек отвлекала Грома, Умный Человек воспользовался фальшивым Игорем Громом, ставшим «лидером мнений», и распространял маски, которые, если их надевать, заставляют человека видеть то, чего он боится больше всего на свете. За счёт выброса адреналина маски дают тому, кто их носит, огромную физическую силу, кроме того, эти маски вызывают зависимость. Гром сначала расправляется со своим двойником, которым оказывается Поэт с изменённой внешностью, а затем находит Умного Человека и одолевает его. В финальной главе комикса Умный Человек отбывает срок в тюрьме. Существует также несколько альтернативных версий персонажа. Так, Умный Человек в своём привычном образе появляется в графическом романе «Майор Гром: 1939», действие которого происходит в Советском Союзе. В пародийном комиксе «Игорь Угорь» Умный Человек представлен в виде чёрного удильщика. |         |                                                                                          |                                   |                                                                                                   |
| Поэт | Мужской | Неизвестно                                                                               | Алексей Замский, Марина Привалова | «Игорь Гром» № 16 (апрель 2018)                                                                   |
| Поэт — один из бывших пациентов психиатра Вениамина Рубинштейна, враг Игоря Грома и Чумного Доктора. Впервые появился в восьмом выпуске комикса «Игорь Гром» в августе 2017 года. Разработали героя сценарист Алексей Замский, а дизайн и внешний вид — художница Марина Привалова. Отличительными способностями Поэта является дар убеждения, называемым им «силой слов», и хорошие навыки в гипнозе посредством стихотворений. Является эмоционально нестабильным человеком с терзающим его чувством обиды и жаждой внимания. Для кроссовера «Брат твой по мраку» Анастасия Ким слегка переработала образ Поэта, изменив цвет его пальто с тёмного на светлое. Изначально она также планировала «перекрасить» его волосы из тёмных на седые, однако эту деталь в конечном итоге решила оставить без изменений. В серии «Игорь Гром» Игорь встречает Поэта, пациента психбольницы имени Снежинского, который напоминает ему о прошлом. Гром собирается разыскать Поэта, после экспериментов Рубинштейна ставшего маньяком и подчиняющего себе людей с помощью стихов. Позже, Поэт сговаривается с остальными злодеями серии, Умным Человеком, Дамой и Четвёркой Рек, меняет себе внешность и становится двойником Игоря. Пока Реки отвлекают Грома в подземке, похитив его девушку, Поэт «заменяет» настоящего Игоря и пользуется его добрым именем для манипуляций общественностью. Благодаря Уле, вычислившей лже-Грома, настоящему удаётся вернутся на поверхность и остановить Поэта. Позже, вместе с остальными бывшими пациентами доктора Вениамина Рубинштейна, Поэт возвращается в кроссовере серий «Майор Игорь Гром» и «Чумной Доктор» под названием «Брат твой по мраку». Существует также и альтернативные версии персонажа. Так, Поэт в своём привычном образе появляется в графическом романе «Майор Гром: 1939», действие которого происходит в Советском Союзе. |         |                                                                                          |                                   |                                                                                                   |

## Майор Игорь Гром
| Айса Уланова — новая напарница Грома, помогающая ему в поимке преступников. Впервые появилась в первом выпуске комикса «Майор Игорь Гром» в июле 2021 года. Разработали героиню сценаристы Евгений Еронин и Алексей Волков, а дизайн и внешний вид — художник Олег Чудаков. Отличается развитой смекалкой и дерзким характером. По национальности калмычка. Имеет семью, состоящую из младшего брата, связанного с преступным миром Питера, и отца, который с детства привил девушке любовь к машинам. Первоначально героиня должна была носить имя Сарана, но в конечном итоге Роман Котков посоветовал найти другой вариант. Идея создать нового напарника Грома девушкой принадлежала Еронину, а Волков предложил сделать героиню калмычкой, чтобы подчеркнуть многонациональность России и сделать героиню отличной от привычного окружения Игоря Грома. В серии «Майор Игорь Гром» Айса становится новой напарницей Игоря Грома. Ранее Уланова была успешной уличной гонщицей, однако после несчастного случая, едва не приведшего к её гибели, решает завязать со старой жизнью и начать работать в полиции Санкт-Петербурга. До возвращения Грома год проработала в следственных органах. Гром замечает, что ему не удаётся найти общий язык с Улановой и начинает всячески стараться найти общие увлечения или интересы, но тщетно. В конечном итоге, Игорь и Айса находят взаимопонимание, после чего начинают работать более сплочённо, действуя бок о бок. |         |            |                                              |                                    |
| Фейк | Мужской | Неизвестно | Евгений Еронин, Алексей Волков, Олег Чудаков | «Майор Игорь Гром» № 1 (июль 2021) |
| Фейк — новый коллекционирующий маски злодей, с которым сталкивается Гром после возвращения на службу. Впервые появился в первом выпуске комикса «Майор Игорь Гром» в июле 2021 года. Разработали персонажа сценаристы Евгений Еронин и Алексей Волков, а дизайн и внешний вид — художник Олег Чудаков. По словам главного редактора Bubble Романа Коткова, над его созданием работала чуть ли не целая команда из авторов, занимавшихся комиксами о Громе, в которую в том числе входил он сам и Анастасия Ким, сценаристка серии «Чумной Доктор», ранее рисовавшая серию «Майор Гром». В качестве основы для образа Фейка послужили биографии реальных людей — мошенников Виктора Петрика, Сергея Мавроди и Григория Грабового, — а также вымышленные персонажи Фантомас и Загадочник. В первых черновиках сценария фигурировало несколько злодеев-обманщиков, однако в итоге все они были «сплавлены» в одного персонажа. В серии «Майор Игорь Гром» Фейк становится новым противником Игоря Грома. Скрывает свою личность за маской-шлемом робота с дисплеем, отображающим эмоции злодея через смайлики. Хоть личность Фейка не известна, сам злодей хорошо осведомлён о Игоре Громе, о его личной жизни и прошлом полицейского. Он называет себя «мошенником будущего» и пытается посеять хаос в Петербурге, взломав сотовые вышки и отключив связь, а также обманом и манипуляциями стравив жителей Санкт-Петербурга с представителями власти и полицией. Чтобы предотвратить эскалацию конфликта, Гром и Уланова выслеживают Фейка, однако в ходе схватки ему удаётся сбежать. |         |            |                                              |                                    |

## Чумной Доктор
| Валерия Викторовна Макарова — студентка медицинского университета, сетевая активистка и новый Чумной Доктор. Впервые появилась в первом выпуске комикса «Чумной Доктор» в мае 2020 года. Разработали героиню Анастасия Ким и Наталия Воронцова, а дизайн и внешний вид — художница Наталья Заидова. Профессионально занимается кэндо. Её видение борьбы за справедливость кардинально отличается от такового у Разумовского, но стремление помочь своей семье заставляет девушку идти на компромисс. Её костюм оснащён системой навигации, камерой, устройством, изменяющим голос, и маскировочным плащом, а сама Лера во время боя использует катану. Изначально Лера была обычной тонкокостной девушкой и училась на юридическом. В итоге авторы решили дать ей атлетичное телосложение, чтобы в костюме мстителя её можно было принять за мужчину, а для демонстрации знания Лерой цены человеческой жизни сделать её студенткой медицинского. Впервые появляется в серии «Чумной Доктор», в которой является главным героем и новым носителем мантии Чумного Доктора. Лера — студентка медицинского университета, в свободное от учёбы время занимается сетевым активизмом: рассказывает аудитории своего блога о том, как не допустить нарушения своих прав. Она находится в весьма трудном положении — её родители задолжали крупную сумму денег, а брат Кирилл попадает за решётку. Сергей Разумовский, предыдущий Чумной Доктор, просит девушку стать новым мстителем в маске, но теперь, в отличие от него, действовать гуманно. Таким образом, по договору с Разумовским, становится новым Чумным Доктором сроком на три года. Он разрабатывает для неё новый высокотехнологичный костюм, а также тренирует её совместно со своим лучшим другом Олегом Волковым. Существует также и альтернативные версии персонажа. В пародийном комиксе «Игорь Угорь» Макарова появляется как пантера под именем «Пантера Лера». |         |                   |                                  |                                 |
| Алтан Дагбаев | Мужской | Харизма, ловкость | Наталия Воронцова, Анастасия Ким | «Чумной Доктор» № 5 (март 2021) |
| Алтан Дагбаев — очень богатый молодой человек, имеет большое влияние в Санкт-Петербурге (так, например, Николай Каменный становится мэром именно благодаря Алтану). Впервые появился в пятом выпуске комикса «Чумной Доктор» в марте 2021 года. Разработала персонажа, в том числе его дизайн и внешний вид, художница и сценарист Анастасия Ким. Противостоит Сергею Разумовскому, желая отомстить тому за смерть своей матери. Бурят, буддист. Увлечён садоводством. Унаследовал преступную империю Дагбаевых от своего дедушки, убитого в собственном доме. Отлично владеет боем на двух мечах. Внешний вид характеризуется длинными чёрными волосами и закрытой одеждой чёрно-золотых оттенков, с цветочным орнаментом на манжетах. Имеет проблемы со зрением, потому на людях носит линзы, а дома — очки. Имеет шрамы на ногах, травмированных после теракта. Чтобы их скрыть, Алтан забил их татуировками золотого цвета с цветочным орнаментом. Образ Алтана Анастасия Ким создавала из идеи, что Сергея Разумовского должны настигнуть последствия его преступлений, а сам Дагбаев не должен был иметь отношения к преступному миру. Также в первоначальных планах сценаристки было вооружить его бейсбольной битой, но после переработки концепта персонажа она решила избавиться от этой детали. Впервые Алтан появляется в серии «Чумной Доктор». Его мать была убита во время одного из терактов, устроенного Сергеем Разумовским под маской Чумного Доктора. Узнав о возвращении Разумовского в Петербург, задаётся целью отомстить ему, однако некоторое время охотится за Валерией Макаровой, новым Чумным Доктором, спутав её с Разумовским. |         |                   |                                  |                                 |

## Оригинальные персонажи фильмов

### Майор Гром: Чумной Доктор
| Евгений Борисович Стрелков — сотрудник ФСБ, приставленный к делу Чумного Доктора вместо Игоря Грома. Впервые появился в фильме «Майор Гром: Чумной Доктор», вышедшем 1 апреля 2021 года и был сыгран актёром Михаилом Евлановым. Является оригинальным персонажем фильма. Образ Евгения Стрелкова основан на двух персонажах комиксов Bubble: полицейском по имени Евгений и агенте ФСБ по имени Кирилл Стрелков из серии «Майор Гром». По характеру решительный и беспринципный, ради выполнения поставленной руководством задачи может «пойти по головам». Михаил Евланов, исполнитель роли ФСБ-шника Евгения Стрелкова, по указанию режиссёра ориентировался на картину «Пророчество Иезекииля» художника Яцека Мальчевского. Сам актёр отмечал, что хоть его персонаж и не появляется в комиксах, он, тем не менее, прочёл «всего „Майора Грома“», а на съёмочной площадке прорабатывал образ Стрелкова совместно со сценаристами, продюсерами и режиссёром. Также Евланов во время съёмок носил бутафорские зубы, что было идеей Олега Трофима. По словам Михаила, именно бутафорские зубы помогли ему «прочувствовать» персонажа и найти лучший способ играть его. В фильме «Майор Гром: Чумной Доктор» сотрудник ФСБ Евгений Стрелков, приехавший из Москвы, чтобы поймать убийцу, отстраняет майора Грома от дела Чумного Доктора, вместо этого Гром и приставленный к нему новичок-стажёр Дмитрий Дубин направлены расследовать пропажу двенадцати холодильников. Гром и Дубин, тем не менее, продолжают расследование. В ходе дела Гром ввязывается в драку с последователями Чумного Доктора в казино, а Дима под давлением Стрелкова «сдаёт» расследование майора Стрелкову. Прибывшие в казино на помощь сотрудники ФСБ обезвреживают бандитов, а Стрелков принуждает Игоря уволиться из полиции. В конечном итоге Игорь выясняет, что Чумной Доктор — миллиардер Сергей Разумовский. Он вырубает Грома ударом по голове, надевает на него костюм Доктора и подбрасывает рядом с местом своего очередного убийства. Полиция задерживает Грома, и Евгений теперь считает, что убийцей является Игорь. Тем не менее, Игорю удаётся сбежать и остановить убийцу, а все лавры за поимку Доктора присваивает себе ФСБ-шник Стрелков. Евгений Стрелков впоследствии был введён как персонаж оригинальных комиксов издательства Bubble. Стрелков предстал как один из центральных героев серии «Мир» в жанрах супергероики и научной фантастики о приключениях советского супергероя Мира, по стечению обстоятельств оказавшегося в современной России. Там Стрелков также как и в фильме является агентом ФСБ, но на этот раз выступает как куратор возрождённого проекта «Мир», следит за тем, чтобы одноимённый супергерой не выходил из-под контроля государства. |         |            |                                                            |                                           |
| Игнат «Бустер» Шпунько | Мужской | Киевстонер | Артём Габрелянов, Роман Котков, Евгений Еронин, Киевстонер | «Майор Гром: Чумной Доктор» (апрель 2021) |
| Игнат «Бустер» Шпунько — лидер банды футбольных фанатов, осведомитель майора Грома и его друг детства. Впервые появился в фильме «Майор Гром: Чумной Доктор», вышедшем 1 апреля 2021 года и был сыгран украинским рэпером Альбертом «Киевстонером» Васильевым. Является оригинальным персонажем фильма и не имеет прототипа в комиксах. «Бустер» Игнат выделяется своим раскрепощённым поведением и своеобразным говором. Киевстонер был утверждён на роль Бустера Игната из-за своей яркой харизматичности. Практически все реплики Киевстонера были импровизацией на съёмочной площадке — ему писали реплики сухим языком, а он «оживлял» их, импровизируя на своё усмотрение. Альберт был благодарен режиссёру фильма Олегу Трофиму за то, что она поверил в его актёрские способности и подарил шанс сняться в крупном кино. Роль Игната в «Громе: Трудное детство» исполнил молодой актёр Владимир Яганов. Режиссёр этих фильмов Олег Трофим упоминал, что актёров-детей искать было особенно сложно, однако ему понравилась проделанная Ягановым работа. Яганов «пять или шесть раз» пересматривал «Чумного Доктора», чтобы понять характер Игната и определиться с тем, стоит ли добавлять своей версии «какие-то фишки, но понял, что в его взрослой версии уже всё есть: он клёвый и жизнерадостный, ценит дружбу и никогда не отчаивается», а также счёл его характер и принципы схожими со своими. Две недели Яганов занимался с преподавателем, чтобы научиться подражать уникальной манере речи Киевстонера и копировать его акцент. В фильме «Майор Гром: Чумной Доктор» Игорь приходит к нему в его бойцовский клуб, после отстранения от дела Чумного Доктора и неудачных попыток выбить информацию из связанных с криминальным миром лиц. Бустер выступает в роли осведомителя Грома и помогает оному добывать информацию по делу из преступного мира Петербурга, а также, хоть и нехотя, одалживает тому свою машину, чтобы Гром мог под прикрытием проникнуть на мероприятие, на котором, как он считает, произойдёт следующее убийство мстителя в маске. Ближе к концу фильма Бустер во главе футбольных фанатов участвует в подавлении погромов, устроенных неравнодушными сторонниками Чумного Доктора. В приквеле «Гром: Трудное детство», действие которого происходит за 20 лет до начала «Чумного Доктора», Бустер выступает как лучший друг Игоря Грома, подначивающий его на сомнительные авантюры. Чтобы раздобыть Игорю деньги на билет до Америки в Диснейленд, он предлагает Игорю за деньги развлечь местную детвору с помощью фокуса с пулей из табельного пистолета Константина, отца Игоря. Нагретая пуля без помощи пистолета должна была попасть в банку с огурцами, однако вместо этого случайно попадает в окно автомобиля бандита и Игорю с Игнатом приходится отдать тому все деньги. Тогда Игнат предлагает тому другой способ заработка: они должны помочь журналисту Алексею Прищурову раздобыть компромат на петербургскую элиту, которая, по мнению журналиста, связана с Анубисом, главным злодеем фильма. Там Игорь становится свидетелем убийства своего отца — в его оружии не хватало пули, украденной Игорем, из-за чего тот не смог защититься. Игнат сопровождает Игоря на похоронах Константина. Юный Бустер Игнат появился в комиксах, приуроченных к выходу «Грома: Трудное детство» и расширяющих сюжет картины: в «Майоре Громе: Трудное детство» Артёма Габрелянова и художника Евгения Яковлева, выпущенного в рамках мероприятия «День бесплатных комиксов», и «Гром: Трудное детство. Восход Анубиса» Габрелянова и иллюстратора Андрея Васина, служащим предысторией к событиям приквела. |         |            |                                                            |                                           |

### Гром: Трудное детство
| Юрий Смирнов — полицейский под прикрытием, работавший в одном отделе с отцом Игоря Грома Константином. Впервые появился в фильме «Гром: Трудное детство», вышедшем 1 января 2023 года и был сыгран актёром Даниилом Воробьёвым. Является оригинальным персонажем фильма. Любитель стрельбы по-македонски. Даниил Воробьёв для подготовки к роли учился крутить пистолеты на пальцах. Для этого вместо оружия ему выдавались утяжелённые под вес настоящих пистолетов муляжи. В конечном итоге муляжи оказались тяжелее тех, с которыми актёр работал в кадре, из-за чего за четыре дня до съемок ему пришлось переучиваться. Воробьёв сравнил своего героя с персонажем Леонардо Ди Каприо Кэлвином Кэнди из фильма «Джанго освобожденный» режиссёра Квентина Тарантино. Появляется в фильме «Гром: Трудное детство», где представляет собой харизматичного оперативника с пристрастием к стрельбе по-македонски. Вместе со своими коллегами по работе курит на улице, пока к ним не присоединяется Константин Гром со своим напарником Фёдором Прокопенко. После короткого диалога Смирнов обещает Грому навести справки среди своих информаторов о том, где найти логова Анубиса — криминального авторитета, подчинившего себе весь преступный мир Петербурга, и которого так отчаянно пытается поймать Константин. Позже докладывает Грому о местонахождении Анубиса, после чего они проникают в его логово и вступают в бой с его приспешниками. В ходе столкновения выясняется, что Анубисом была начальник полиции Елена Хмурова, которая не только истребляла преступников, но и присваивала их деньги себе. Смирнов убивает Хмурову и предлагает Грому поделить деньги, однако Константин оказывает ему сопротивление. В ходе непродолжительной схватки друг с другом оба погибают. Юрий Смирнов появился в комиксе, приуроченном к выходу «Грома: Трудное детство» и расширяющего сюжет картины — «Гром: Трудное детство. Восход Анубиса», написанного Артёмом Габреляновым и проиллюстрированном художником Андреем Васином. |

## Отзывы и критика
Персонажи франшизы в целом были восприняты критиками умеренно-положительно. Денис Варков из «Канобу» похвалил центральных персонажей Игоря Грома и Сергея Разумовского, отметив их постепенное развитие по ходу серии и что за ними очень интересно следить. Издание «ВОС» отметило популярность персонажей серии комиксов среди женской половины пользовательниц социальной сети Tumblr, назвав причиной причастность к проекту популярной художницы Анастасии Ким. Обозреватель от сайта Geek-Freak.ru хвалил харизматичных героев: Гром был назван сильным персонажем, за которым интересно наблюдать, а Чумной Доктор — хорошо прописанным злодеем, напоминающим «Джокера с примесью типичного анти-героя аниме». Среди недостатков была отмечена схожесть Грома на типичного героя из боевиков начала 2000-х, а также слабое раскрытие персонажа Димы Дубина, и не достаточность уделённого второстепенным персонажем времени: как правило они появляются либо, на пару выпусков, либо в пределах одной арки. Автор с ресурса Redrumers в своём материале, посвящённом становлению комиксов Bubble, негативно относя к поверхностным и «картонным» персонажам, хотя отметил, что в последующих выпусках герои стали более проработанными и интересными, отметил развитие образа как майора Грома, так и его врага, Чумного Доктора.
Степан Зайцев, представляющий сайт StoneForest.ru, также оценил постепенное развитие персонажей, оценил образ как майора Грома, так и Чумного Доктора, и положительно высказался о второстепенных персонажах. Он отметил, что гипертрофированно положительные качества главного героя и рисунок Анастасии Ким привнесли в серию множество поклонниц. Рецензент от портала Comixi.ru подверг персонажа Игоря Грома резкой критике за его плоскость, «картонность» и отсутствие внутренних противоречий и сомнений у майора. Чумной Доктор же, как и в большинстве других рецензий, получил более благосклонный отклик и был назван ярким персонажем. Наиболее резкой критике персонажи подверглись на сайте SpiderMedia.ru — помимо солидарности с мнением других рецензентов относительно поверхности персонажей, «Майора Грома» корили за слишком вульгарное отображение женских персонажей. В повторной рецензии от SpiderMedia.ru призванной проанализировать динамику развития серии спустя два года после её начала, авторы отметили сохраняющуюся поверхностность, неопределённость и частые эксперименты с образом Игоря Грома, и то, что помощнику Грома Диме Дубину, потенциально интересному персонажу, уделяют слишком мало внимания в рамках сюжета. В завершение была озвучена мысль, что развитию «Майора Грома» поспособствует смерть Юли Пчёлкиной (что впоследствии и произошло в арке «Игра»).
Денис Варков отметил и новых персонажей, введённых в серии «Игорь Гром», которые, по его мнению, «спасают серые будни» Грома, привнося в комикс больше позитива и жизни. Никита Гмыза из GeekCity остался доволен новыми персонажами, отдельно похвалив образы Четвёрки Рек, назвав их самыми харизматичными злодеями комикса. Рецензенты GeekCity благосклонно отнеслись и к дебютантам серии «Майор Игорь Гром», в частности к новой напарнице Игоря Грома Айсе Улановой, а также к главной героине «Чумного Доктора» Лере Макаровой. Юрий Коломенский в своих обзорах для сайта SpiderMedia положительно отнёсся к Умному Человеку, но раскритиковал схожую внешность женских персонажей, Иры и Лили, из-за которой трудно определить, какой именно персонаж предстаёт на страницах комикса. Он раскритиковал и их проработку — Коломенский заявил, что в руках сценариста Ира и Лиля предстают лишь сюжетными функциями.